# Lamonby
Lamonby – przysiółek w Anglii, w Kumbrii, w dystrykcie (unitary authority) Westmorland and Furness. Miejscowość liczy 64 mieszkańców.